# Bzou
Bzou (arabisch بزو; Zentralatlas-Tamazight ⴱⵣⴻ) ist ein von Berbern bewohnter Ort am Nordrand des Mittleren Atlas mit ca. 4.000 Einwohnern; er ist gleichzeitig Hauptort einer Landgemeinde (commune rurale) mit ca. 14.500 Einwohnern in der Region Béni Mellal-Khénifra in Marokko.

## Toponym
Angeblich leitet sich der Ortsname vom Tamazight-Wortstamm lbz her, der mit Tätigkeiten der Textilverarbeitung (Spinnen, Weben) in Zusammenhang steht; es gibt aber auch die Herleitung von den Wörtern bou und ouzzou, die soviel bedeuten wie „Weg in den Gärten“.

## Lage und Klima
Bzou liegt am Nordwestabhang des Mittleren Atlas etwa auf halbem Weg zwischen Marrakesch (ca. 137 km Fahrtstrecke) im Südwesten und Kasba Tadla (ca. 110 km) im Nordosten in einer Höhe von ca. 400 bis 420 m. Das Klima ist im Sommer warm bis heiß und äußerst regenarm, im Winter und in klaren Nächten können die Temperaturen auch unter 0 °C absinken; Regen (ca. 350 mm/Jahr) fällt hauptsächlich in den Wintermonaten.

## Bevölkerung
| Jahr      | 1994  | 2004 | 2014 | 2024 |
| Einwohner | k. A. | 4323 | 4202 | 4014 |

Bzou gehört zum Siedlungsgebiet der Masmuda-Berber. Wie viele Orte im Mittleren Atlas erlebt auch Bzou seit der zweiten Hälfte des 20. Jahrhunderts die Abwanderung eines Teils der Einwohner in die größeren Städte.

## Wirtschaft
Die Einwohner von Bzou lebten bis ins 20. Jahrhundert hinein weitgehend als Selbstversorger von den kargen Erträgen ihrer kleinen Felder (Gerste), von Baumfrüchten (Oliven, Feigen, Walnüssen etc.) und von ein wenig Viehzucht (Hühner, Schafe, Ziegen). Der Ort ist heute in ganz Marokko bekannt für seine feinen Stoffe, aus denen hauptsächlich leichte Djellabas und Festgewänder hergestellt werden.

## Geschichte
Bereits um 1400 beschrieb der Historiker Ibn Chaldūn den Ort bzw. die Region, die er N’tifat nannte. Der Handel lag weitgehend in den Händen der zahlreich ansässigen Juden. Im 16. Jahrhundert beschrieb Leo Africanus den Ort und seine Bewohner in einer nahezu idyllischen Weise. Aus späterer Zeit sind keine Nachrichten mehr überliefert.

## Sehenswürdigkeiten
- Das weitgehend autofreie Ortsbild mit seinen alten, aus Natursteinen und Erde erbauten Häusern, gehört – trotz immer zahlreicher werdenden  Betonneubauten – zu den schöneren in Marokko.
- Einige der Einwohner lassen sich gegen ein Trinkgeld (bakschisch) bei der Webarbeit zuschauen.